# 安保実光
安保 実光（あぼ さねみつ、永治2年（1142年）? - 承久3年6月14日（1221年7月5日））は、平安時代末期から鎌倉時代前期にかけての武蔵国丹党の武将。通称二郎。刑部丞。没した歳は80歳とも伝えられる。丹党系安保（阿保）氏の祖。

## 略歴
父は秩父（丹）綱房（のちの新里恒房）で、その次男として二郎実光は生まれる。その後、父から武蔵国賀美郡（現児玉郡西部域）の安保郷（現神川町元阿保）の地を譲られ、居住し、安保（阿保）氏を称した。子息は、安保五郎左衛門尉実房、安保六郎兵衛光重、安保七郎左衛門尉実員などで、この内、五郎実房と六郎光重は、建久元年（1190年）の源頼朝の入洛（京へ行く）時の随兵として、『吾妻鏡』に名が確認できる。
実光の戦歴は、一ノ谷の戦い、奥州合戦、承久の乱で、『吾妻鏡』にも確認できる。
1184年（壽永3年）の一ノ谷の戦いでは源範頼の配下で平家側と戦った。
1221年（承久3年）の承久の乱の時、既に実光は老齢の身であったが、北条政子の命で参戦した。実光が属した勢力は、美濃の摩免土で官軍の第一線を破り、数十名の関東武士と共に京の宇治川へ向った。
そして宇治川の戦いで溺死する事となる。宇治川を渡ろうとする前、塩谷家経（児玉党系塩谷氏の2代目）と語り合ったとされる。家経の方も71歳と言う老齢の身であり、実光と同様、重い鎧を着たまま荒れ狂う宇治川の激流に流され、溺死した。これらは老いてもなお武蔵武士の勇ましさを示す事となる。

## 子孫
安保氏の直系の宗家（惣領家）である安保宗実（入道して道堪）は、鎌倉幕府の滅亡と共に滅び、結果として、実光の七男（実員）の子孫である安保光泰、つまり安保氏の分家筋が宗家を継ぐ形となり、安保氏は鎌倉時代以後も栄える事となる。